# Plateforme Java
Pour les articles homonymes, voir Plateforme.
La plateforme Java (the Java Platform en anglais, plateforme Java 2 anciennement) est un standard de facto de plateforme logicielle, produit par Sun Microsystems, puis Oracle Corporation, permettant de développer et d'exécuter des programmes écrits en langage Java indépendants de tout processeur et de tout système d'exploitation, conformément à la technologie Java.
Toute plate-forme Java se compose principalement d'un moteur d'exécution (appelé une machine virtuelle Java, ou 'JVM') et d'un compilateur fourni avec un ensemble de bibliothèques standards dont il existe plusieurs implémentations pour divers matériels et systèmes d'exploitation, de façon que les programmes Java puissent s'exécuter de façon identique sur chacun d'entre eux.
Chaque version de plateforme Java répond à des spécifications normalisées dans les Java Specification Requests ou (JSR). Plusieurs versions de cette plateforme cohabitent mi-2015, avec des JVM propres, Oracle implémentant et proposant notamment ses propres implémentations : HotSpot pour Java SE, serveur Glassfish pour Java EE.
À l'instar de la plateforme Microsoft .NET ou de l'environnement Eclipse qui ciblent plusieurs langages, la plateforme Java vise à supporter d'autres langages de programmation que son langage natif Java.

## Plateforme ou framework?
Le terme Java Platform est avant tout une dénomination commerciale. Sa désignation comme plateforme plutôt que Framework se justifie cependant par l'intégration, avec les bibliothèques logicielles constituant le framework Java, de la JVM qui permet d'exécuter les programmes Java sur différents OS.
Ainsi, chaque plate-forme Java ne se limite pas à une bibliothèque de composants mis à disposition, elle se caractérise de surcroit par sa faculté à exécuter des logiciels.
Le terme de framework Java doit ainsi être réservé plutôt à des outils logiciels complémentaires enrichissant Java avec des bibliothèques complémentaires, telles que Spring framework.

### Machine virtuelle Java
La machine virtuelle Java (en anglais Java virtual machine ou JVM) est un appareil informatique fictif (qui exécute des programmes compilés sous forme de bytecode Java. Cet appareil fictif est émulé par un logiciel spécifique à chaque plate-forme ou couple (machine/système d’exploitation) et permet aux applications Java compilées en bytecode de produire les mêmes résultats quelle que soit la plate-forme, tant que celle-ci est pourvue de la machine virtuelle Java adéquate.

## Éditions et versions de plateformes

### Contenu et numérotation des plateformes
Chaque plate-forme Java est constituée de plusieurs programmes, chacun d'entre eux implémentant une JSR qui apporte l'une des fonctionnalités de l'ensemble des capacités de la plate-forme. Par exemple, l'un d'entre eux appelé le compilateur Java permet de convertir les codes source Java en bytecode Java (un langage intermédiaire destinée à la JVM (Java Virtual Machine ou machine virtuelle Java)) est fourni par le JDK (Java Development Kit). Un autre élément, appelé le JRE (Java Runtime Environment) implémente habituellement la JVM grâce à un compilateur JIT (Just In Time) qui convertit à la volée le bytecode intermédiaire en un code natif pour la machine.
Chaque plate-forme, ou édition Java 2, est ainsi désignée par :
- son nom d'édition : Java SE, Java EE, Java ME ou JavaFX ;
- son numéro de version « produit » : de 1.2 en 2000 à 1.7 en 2012, abrégés du seul numéro secondaire depuis J2SE 5.0 en 2003 ;
- son numéro de version « développeur » correspondant à divers correctifs ou patches : ainsi, la version de la plate-forme de référence avril 2013 est Java SE 1.7.0_21.

### Éditions Java 2

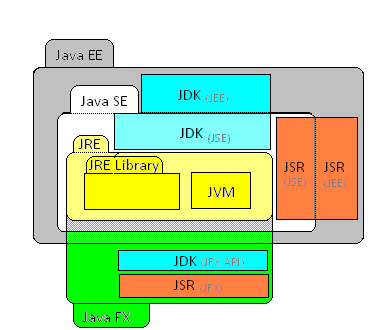
Les frameworks Java SE, Java EE, Java FX.

Il existe, dès la version 1.2 de Java, plusieurs distributions (edition en anglais) de la plate-forme Java, ce pour chaque version successive de Java.
On retrouve essentiellement :
- les deux éditions historiques :
  - la plateforme « de référence » Java Standard Edition (ou Java SE, et auparavant J2SE) destinée aux ordinateurs de bureau ;
  - la Java Enterprise Edition (ou Java EE, et auparavant J2EE) destinée aux serveurs Web, sur-ensemble de Java SE assorti d'un SDK complémentaire;
- les plates-formes additionnelles :
  - la Java Micro Edition (ou Java ME, et auparavant J2ME), destinée aux appareils portables comme les smartphones, partageant un noyau commun avec Java SE, est née en 1999 du regroupement de PersonnalJava et EmbeddedJava[4]
  - Java Card, un système d'exploitation pour carte à puce permettant le développement d'applications grâce à un sous-ensemble de Java
  - la Java FX Edition (ou JavaFX), orientée RIA

Chacune de ces déclinaisons est considérée comme constituant un framework à part entière.

### Versions et historique
Les premiers environnements Java datent de 1995, mais c'est en 2000 avec la version 1.2 du langage qu'est évoquée pour la première fois la notion de plate-forme Java, Sun introduisant alors deux déclinaisons, ou frameworks :
- Java 2 Standard Edition (J2SE), plateforme avec les API et bibliothèques de bases, devenue Java SE
- Java 2 Enterprise Edition (J2EE), extension avec des technologies pour le développement d'applications d’entreprise, devenue Java EE

Sun les qualifie alors de plateforme Java 2 par opposition aux premières générations 1.0 et 1.1. Toutes les versions ultérieures, de J2EE 1.2 à Java SE ou Java EE 7 restent désignées sous le qualificatif de plateformes Java 2, bien que le '2' ait été depuis officiellement abandonné.
En 2006 apparaissent les premières versions pour Windows 64 bits (notées x64) sur Java6 (JDK & JRE v1.6.0.4).
Puis Oracle a annoncé en juillet 2011 la sortie de Java 7 pour le mois d'août de cette même année; début 2012 cette version était toutefois toujours préconisée à la communauté de développeurs uniquement. Java 8 est quant à lui sorti en mars 2014.

#### Plateforme Java SE
La plateforme Java Standard Edition a connu les versions publiques suivantes (des versions mineures ultérieures pouvant être commercialisées par exemple dans le cadre de Oracle EBS) :
| Version | Dernière mise à jour | Dénomination | Nom de code                                                                                                   | Spécifications | JDK      | Statut | Période de maintenance                                                                           |  |
| ------- | -------------------- | ------------ | --- | -------------- | -------- | --- | ------------------------------------------------------------------------------------------------ |  |
| 1       | -                    | -            | Oak | -              | 1        | mai : premier lancement commercial du JDK 1.0 | 1995                                                                                             |  |
| 1.0.1   | -                    | -            | - | -              | 1.0.1    | - janvier : JDK 1.0.1 - septembre : lancement du JDC | 1997                                                                                             |  |
| 1.1     | -                    | -            | - Sparkler - JDK 1.1.4 - Pumpkin - JDK 1.1.5 - Abigail - JDK 1.1.6 - Brutus - JDK 1.1.7 - Chelsea - JDK 1.1.8 | -              | 1.1      | février : JDK 1.1 | 1997                                                                                             |  |
| 1.2     | -                    | -            | Playground - J2SE 1.2 Cricket - J2SE 1.2.2                                                                    | (en) JSR 52    | 1.2      | - N'est plus soutenu de façon active - décembre : lancement de J2SE 1.2 et du JCP 1999 décembre : lancement J2EE | 1998                                                                                             |  |
| 1.3     | 1.29                 | -            | Kestrel - J2SE 1.3 Ladybird - J2SE 1.3.1                                                                      | (en) JSR 58    | 1.3      | Obsolète mai : J2SE 1.3 | 2000                                                                                             |  |
| 1.4     | 2.30                 | J2SE 1.4     | Merlin - J2SE 1.4.0 Hopper - J2SE 1.4.1 Mantis - J2SE 1.4.2                                                   | (en) JSR 59    | 1.4      | Obsolète février : J2SE 1.4 | 2002                                                                                             |  |
| 1.5     | 0.22                 | J2SE 5.0     | Tiger - J2SE 5.0 (1.5)                                                                                        | (en) JSR 176   | 1.5      | - Obsolète - septembre : J2SE 5.0 2006 mai : Java EE 5 | 2004                                                                                             |  |
| 1.6     | 0.45                 | Java SE 6    | Mustang - Java SE 6.0 (1.6)                                                                                   | (en) JSR 270   | 1.6      | - fin de vie le 16/4/2013 - décembre : Java SE 6.0 2008 décembre : Java FX 1.0 - 2009 février : JavaFX 1.1 - 2009 juin : JavaFX 1.2 - décembre : Java EE 6 - 2010 janvier : rachat de Sun par Oracle - 2010 avril : JavaFX 1.3 | 2006                                                                                             |  |
| 1.8     | u171                 | Java SE 8    | Kenai puis Spider - Java SE 1.8                                                                               | (en) JSR 337   | 1.8      | Stable, actuel mars : Java SE 8, JavaFX 8 | 2014-(avril 2018)                                                                                |  |
| 1.7     | u79/u80              | Java SE 7    | Dolphin - Java SE 7 (1.7)                                                                                     | (en) JSR 336   | 1.7      | - Stable, plus d'update public depuis avril 2015 - juillet : Java SE 7 octobre : JavaFX 2.0 - 2012 août : JavaFX 2.2 2013 juin : Java EE 7                                                                                     | 2011                                                                                             |  |
| 1.9     | 1.9.0.4              | Java SE 9    | Umbrella | JSR379         | 1.9.0.4  | Sorti septembre 2017; update 4 en janvier 2018. | 2017 - jan 2019                                                                                  |  |
| 10      | 1.10.0.1             | Java SE 10   | | JSR383         | 1.10.0.1 | Sortie mars 2018 | 2018, version qui n'est pas LTS                                                                  |  |
| 11      | 11.0.1               | Java SE 11   | |                | 11.0.1   | Sortie le 25 septembre 2018, update 11.0.1 le 16 octobre 2018 | version LTS (long term support), support de niveau 1 jusqu'en 2023, support étendu jusqu'en 2026 |  |
| 12      |                      | Java SE 12   | |                | 12       | Version bêta (07/02/19) |                                                                                                  |  |
| 13      |                      | Java SE 13   | |                | 13       | Spécifications en cours de réflexion (Décembre 2018) |                                                                                                  |  |

La sortie d'une version 1.9, initialement planifiée fin septembre 2016, a finalement eu lieu en septembre 2017. À partir de cette date, Oracle annonce une nouvelle version de Java par semestre, aux mois de mars et septembre.

#### Plateformes Java EE et Java ME
La plateforme Enterprise Edition (Java EE) en est quant à elle à sa version 7 mi-2015 (Java EE 7 SDK Update 1), et fonctionne avec les JDK 6 ou 7, et la plateforme Mobile Edition (Java ME) à sa version 8.1 (SDK v. 8.1).
Oracle répertorie 20 implémentations logicielles de cette plateforme mi-2015, incluant ses propres distributions dénommées 'Glassfish'. 
Les numéros de versions de ces plateformes sont ainsi ceux de leur SDK.

### Failles de sécurité
- En avril 2012[14], une faille de sécurité est identifiée dans les versions Java 5, 6 et 7, compromettant potentiellement la sécurité des systèmes concernés[15]. Un correctif a été publié le 31 août 2012[16].
- Le 10 janvier 2013, le département de la sécurité intérieure des États-Unis (Department of Homeland Security) a recommandé la désactivation de l'applet Java sur tous les systèmes concernés, À la suite d'une nouvelle faille. Le 11 janvier 2013, plusieurs éditeurs de solutions de sécurité, dont AlienVault, se sont joints à cette recommandation[17].

## Langages supportés
À l'instar de la plateforme Microsoft .NET qui s'ouvre à plusieurs langages, la plateforme Java vise à supporter d'autres langages de programmation que son langage natif Java, notamment des langages de script :
- Scala
- Groovy
- Ceylon
- JScheme, une implémentation de Scheme
- Clojure, un dialecte de Lisp
- JRuby (issu de Ruby)
- Jython, issu de Python
- Javascript (plusieurs implémentations disponibles : Rhino, intégré dans Java 6 et 7, Nashorn, intégré dans Java 8, et DynJS)
- Erjang, une implémentation d'Erlang
- Redline Smalltalk, une implémentation de Smalltalk